# Grandes halles de Hold utca
Les Grandes halles de Hold utca (en hongrois : Hold utcai nagycsarnok) sont un marché couvert situé dans le quartier d'Újlipótváros du 5e arrondissement de Budapest.